# Stalolidia interruptus
Stalolidia interruptus är en insektsart som beskrevs av Henry Fairfield Osborn 1924. Stalolidia interruptus ingår i släktet Stalolidia och familjen dvärgstritar. Inga underarter finns listade i Catalogue of Life.